# Tom De Mul
Tom De Mul (Kapellen, 1986. március 4. –) belga labdarúgó.

## Gyerekkor
Tom De Mul Kapellenben, Belgiumban született 1986. március negyedikén. 
Első klubja a Germinal Beerschot Antwerp volt, majd bekerült az Ajax labdarúgó-akadémiájára.

## Az Ajaxban
Az amszterdamiak felnőtt csapatában 2004. január 25-én debütált. Ebben az idényben (2003/2004-ben) mindössze két meccsen jutott szóhoz, ám így is holland bajnoknak vallhatja magát, hiszen az Ajax első helyen végzett az Eredivisieben. A következő szezonban már hatszor kapott lehetőséget, s belőtte az első gólját is, mégpedig 2004. augusztus 15-én, a Twente Enschede ellenében.

## A Vitesseben
A 2005/2006-os évre az Ajax kölcsönadta őt a Vitesse Arnhemnek, ahol alapember lett, és 27 találkozón kétszer volt eredményes.

## Újra az Ajaxban
Ezt követően visszament Amszterdamba, s élete eddigi legjobb formáját futva - a bajnokságban 28 meccsen 4 gólt szerezve - Holland Kupa-győzelemhez segítette csapatát. 2007 nyarán aztán (4 millió euro ellenében) 5 évre a Sevilla FC-hez szerződött.

## A Sevillában
Új klubjával azonnal Spanyol Szuperkupa-győzelmet ünnepelhetett; a Real Madrid elleni oda-visszavágós finálé első, sevillai meccsén az 57. percben cserélték be, a visszavágón Madridban nem játszott. A 2007/2008-as idényben a Sevilla a Primera División ötödik helyén végzett, a Copa del Reyben pedig a nyolcaddöntőig jutott.

## Az utánpótlás-válogatottban
A 2007-es U21-es Eb-n a belga fiatalok (természetesen de Mullel a soraikban) bejutottak az elődöntőbe. De Mul a négy meccsből hármon játszott.

## A felnőtt válogatottban
A felnőtt válogatottban 2007-ben mutatkozott be, s a 2008-as Európa-bajnokság selejtezőin kétszer jutott szóhoz.